# Glynn Turman
Glynn Russell Turman (ur. 31 stycznia 1947 w Nowym Jorku – amerykański aktor teatralny, telewizyjny i filmowy, scenarzysta, reżyser i producent telewizyjny.

## Kariera
Glynn Turman zadebiutował jako aktor w 1959 roku, w wieku zaledwie 13 lat, w wystawianej w na Broadwayu sztuce Lorraine Hansberry pt. Rodzynek w słońcu, w której partnerował m.in. tak znanym gwiazdom światowego kina jak: Sidney Poitier, Louis Gossett Jr.
Od 1961 zaczął pojawiać się w filmie, były to jednak epizodyczne role w mało znanych serialach TV. W tym samym roku rozpoczął naukę sztuki aktorskiej w znanej High School of Performing Arts na Manhattanie. Nie zaniedbywał jednak teatru. Z sukcesem – jego kreacja w sztuce The Wine Sellers z 1974 roku przyniosła mu nominację do nagrody krytyków Los Angeles (Los Angeles Critics Award). Dwukrotnie był również laureatem NAACP Image Awards, w tym raz za reżyserię. Pomimo że próbował swoich sił również jako reżyser w serialach TV (mało znanych sitcomach), to jednak aktorstwo pozostaje jego artystyczną domeną. Jego kariera filmowa nabrała przyspieszenia dopiero w 1968 roku, kiedy to wystąpił w dość popularnej ówcześnie operze mydlanej pt. Peyton Place (Lew Miles). Od tego momentu, przez całe lata 70. grywał często, chociaż nie były to filmy głośne i obecnie już zapomniane, pozostające w kręgu kina afroamerykańskiego. W następnych dekadach grywał mniej, jednak były to już znane produkcje filmowe i (głównie) telewizyjne. W swojej długoletniej i bogatej karierze filmowej przyszło mu występować u boku tak znanych gwiazd światowego kina jak David Carradine, James Earl Jones, Louis Gossett Jr., Liv Ullmann, Vanessa Williams, Forest Whitaker, Whoopi Goldberg, Laurence Fishburne, Jeff Goldblum, Danny Glover, Robert De Niro, Penélope Cruz, Matt Dillon, Lance Henriksen, Nick Nolte.

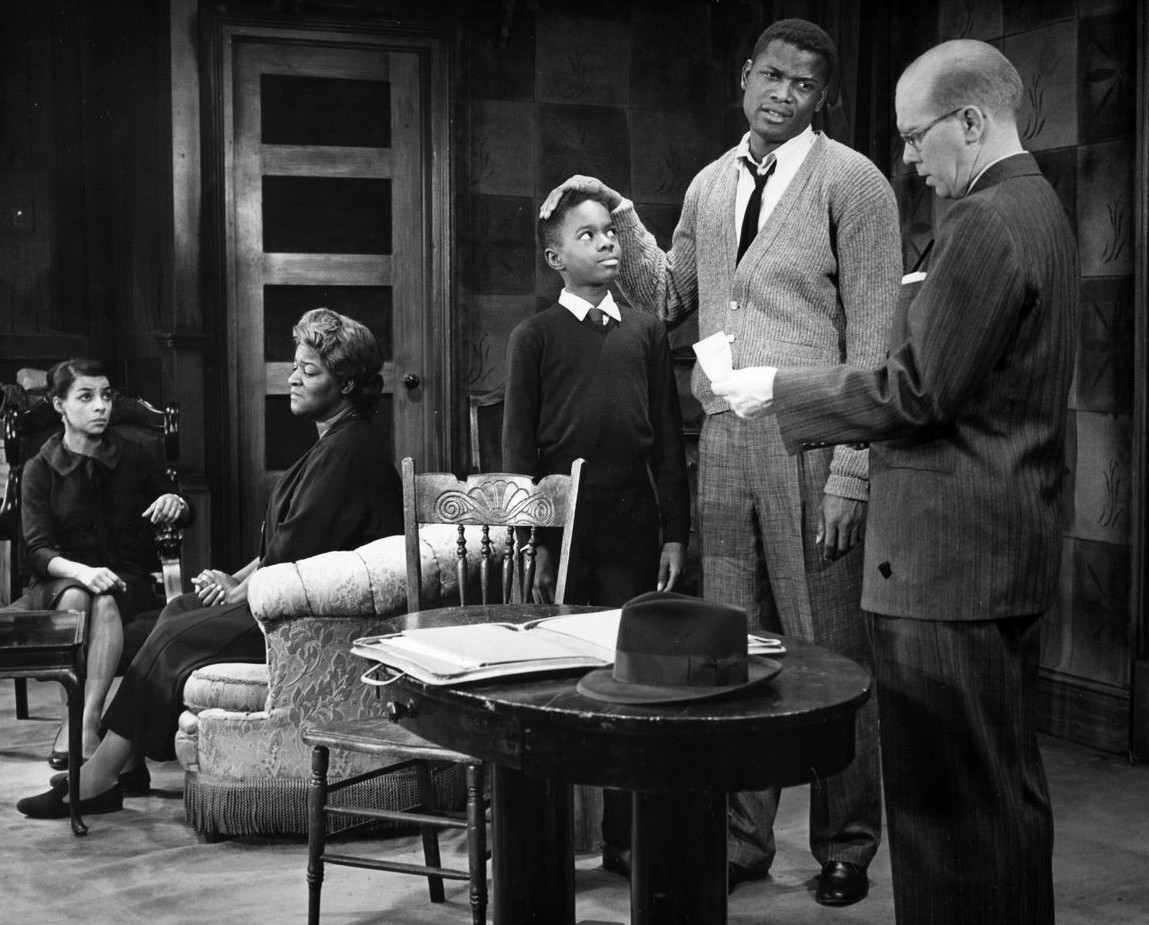
Glynn Turman w swoim debiucie aktorskim z 1959 roku (trzeci od lewej), w sztuce Rodzynek w słońcu, obok Ruby Dee (pierwsza od lewej), Claudii McNeil (druga od lewej), Sidneya Poitiera (drugi od prawej) i Johna Fiedlera (pierwszy od prawej)

.

## Filmografia
- 1968-1969 – Peyton Place (Lew Miles)
- 1970 – Czarna brygada (szer. George Brightman)
- 1975 – Chłodne wyżyny (Leroy "Preach" Jackson)
- 1977 – Jajo węża (Monroe)
- 1982 – Zakład karny II (Charles Johnson)
- 1984 – Gremliny rozrabiają (Roy Hanson)
- 1985-89 – Napisała: Morderstwo (Earl Browder, Stan Lassiter, Ben Coleman)
- 1986 – Na ostrzu noża (por. Delgado)
- 1987 – Matlock (mjr Dennis Orlando)
- 1988-93 – Inny świat (płk. Bradford Taylor)
- 1992 – Podwójny kamuflaż (ojciec Russella)
- 1994 – Niezwykłe lato (Spencer Phillips)
- 1996 – Tajna przesyłka (Stallworth Hubbs)
- 1996 – Historia Earla "Kozła" Manigaulta (trener Powell)
- 1997 – Czarna kawaleria (sierż. Joshua "Joyu" Judges Ruth)
- 1998 – Jak Stella zdobyła miłość (dr Shakespeare)
- 1999 – Zbuntowana klasa (kierownik Armstrong)
- 2000 – Siła i honor (Floyd)
- 2000 – Wizyta (Al Rheingold)
- 2000 – Pieśń wolności (T-Bone Lanier)
- 2000 – Dotyk anioła (szeryf Guthrie)
- 2001 – Zbrodnie Nowego Jorku (Ted Olsen)
- 2001 – JAG. Wojskowe Biuro Śledcze (kapitan okrętu podwodnego)
- 2004-08 – Prawo ulicy (burmistrz Royce)
- 2005 – Sahara (dr Hopper)
- 2006 – Prawo i porządek: sekcja specjalna (dr Young)
- 2008 – Dowody zbrodni (Al Towert)
- 2008 – Ostry dyżur (pan Holmes)
- 2009 – Hoży doktorzy (George)
- 2009 – Southland (kapitan)
- 2009 – FlashForward: Przebłysk jutra (senator Noland)
- 2008 – Terapia (Alex Prince)
- 2010 – Chętni na kasę (st. detektyw Duncan)
- 2010 – Burleska (Harold Saint)
- 2010 – Detroit 1-8-7 (wielebny Huey)
- 2010-11 – Defenders (sędzia Owens)
- 2011 – Super 8 (dr Woodward)
- 2012 – Alcatraz (Emmitt Little)
- 2012-2016 – Kłamstwa na sprzedaż (Jeremiah Kaan)
- 2012 – Agenci NCIS: Los Angeles (James Pierce)
- 2012 – Revolution (mjr Kipling)
- 2013 – Zabójcze umysły (Charles Johnson)
- 2014 – Anioły i kowbojki: Lato Dakoty (Issac)
- 2015 – Dowód (płk. Tyler)
- 2016 – Zwycięzca (Harry E. Davis)
- 2017 – Graves (epizod)
- 2018 – W garniturach (Vic)
- 2018 – Bumblebee (gen. Whalen)
- 2018-19 – Sposób na morderstwo (Nate Lahey)
- 2019 – Lepsze życie (Rocket)
- 2019 – Amerykańscy bogowie (wielebny Hutchins)
- 2019 – The Red Line (Nathan Gordon)

i in.

## Życie osobiste
Żonaty z:
- 1965-71 – Ula M. Walker (małżeństwo zakończone rozwodem, troje dzieci)
- 1978-84 – Aretha Franklin (małżeństwo zakończone rozwodem)
- 1992-obecnie – Jo-Ann Allen